# Sarektjåkka
Sarektjåkka – szczyt w Górach Skandynawskich. Leży w Szwecji, w regionie Norrbotten. Jest drugą co do wysokości górą Szwecji, ma cztery wierzchołki:
- Główny, Stortoppen - 2089 m,
- Północny, Nordtoppen - 2056 m,
- Południowy, Sydtoppen - 2023 m,
- Buchttoppen - 2010 m.